# Виллорези, Луиджи
Луи́джи Виллоре́зи (итал. Luigi Villoresi, 16 мая 1909, Милан — 24 августа 1997, Модена) — итальянский автогонщик, двукратный победитель Targa Florio, пилот Формулы-1 и 24 часов Ле-Мана, один из первых пилотов Scuderia Ferrari в Формуле-1.

## Формула-1
В 1950 и 1951 доминировала Alfa Romeo. Но, если в 1950 Виллорези не набрал ни одного очка, в следующем сезоне он стабильно выступал и набрал 15 очков, заняв в итоге 5 место.
В 1952-1953 Виллорези был в тени партнёра — Альберто Аскари. Но Луиджи смог в этих сезонах войти в десятку и набрать в общей сложности 25 очков, пять раз попав на подиум.
В 1954 сезоне Луиджи Виллорези вместе с Аскари перешёл в Lancia. Но команда подготовила машину только к финалу сезона. А в Maserati Виллорези набрал всего 2 очка за 5 место во Франции, ставшее единственным и за сезон.
В 1955 Виллорези также набрал всего 2 очка, проведя три Гран-при (два за Lancia, в одном из которых он занял 5 место, и одно за Scuderia Ferrari). Таков был результат и в последнем, 1956 сезоне.

## Результаты в Формуле-1
| Легенда к таблице |                                                                    |
| --- | ------------------------------------------------------------------ |
| В таблице перечислены результаты всех Гран-при Формулы-1, в которых принимал участие гонщик. Строками таблицы являются сезоны, столбцами — этапы чемпионата мира. В каждой клетке указаны сокращённое название этапа и результат, дополнительно обозначенный цветом. Расшифровка обозначений и цветов представлена в нижеследующей таблице. |                                                                    |
| \| Пример \| Описание \| \| ------------ \| ------------------------------------------------------------------ \| \| 1 \| Победитель \| \| 2 \| Второе место \| \| 3 \| Третье место \| \| 5 \| Финишировал, заработав очки \| \| Сход \| Не финишировал, но при этом заработал очки \| \| 12 \| Финишировал, не получив очков \| \| НКЛ \| Финишировал, но не попал в финальную классификацию \| \| 15 \| Участвовал вне зачёта, либо по отдельной классификации \| \| 18 \| Не финишировал, но попал в финальную классификацию \| \| Сход \| Не финишировал \| \| НКВ \| Не прошёл квалификацию \| \| НПКВ \| Не прошёл предквалификацию \| \| ДСК \| Дисквалифицирован \| \| ИСК \| Исключён из протокола соревнований \| \| ТТ \| Заявлен для участия только в тренировках \| \| НС \| Участвовал в квалификации, но не стартовал в гонке \| \| Т \| Травмирован или болен \| \| ОТК \| Отказ от участия \| \| НТР \| Прибыл на соревнования, но на трассу не выезжал \| \| НПР \| Был заявлен в числе участников, но не прибыл к началу соревнований \| \| О \| Соревнования отменены \| \| \| Не участвовал \| \| Поул-позиция \| \| \| Быстрый круг \| \| |                                                                    |
| Пример | Описание                                                           |
| 1 | Победитель                                                         |
| 2 | Второе место                                                       |
| 3 | Третье место                                                       |
| 5 | Финишировал, заработав очки                                        |
| Сход | Не финишировал, но при этом заработал очки                         |
| 12 | Финишировал, не получив очков                                      |
| НКЛ | Финишировал, но не попал в финальную классификацию                 |
| 15 | Участвовал вне зачёта, либо по отдельной классификации             |
| 18 | Не финишировал, но попал в финальную классификацию                 |
| Сход | Не финишировал                                                     |
| НКВ | Не прошёл квалификацию                                             |
| НПКВ | Не прошёл предквалификацию                                         |
| ДСК | Дисквалифицирован                                                  |
| ИСК | Исключён из протокола соревнований                                 |
| ТТ | Заявлен для участия только в тренировках                           |
| НС | Участвовал в квалификации, но не стартовал в гонке                 |
| Т | Травмирован или болен                                              |
| ОТК | Отказ от участия                                                   |
| НТР | Прибыл на соревнования, но на трассу не выезжал                    |
| НПР | Был заявлен в числе участников, но не прибыл к началу соревнований |
| О | Соревнования отменены                                              |
| | Не участвовал                                                      |
| Поул-позиция |                                                                    |
| Быстрый круг |                                                                    |

| Сезон | Команда                   | Шасси           | Двигатель            | Ш | 1        | 2        | 3        | 4        | 5        | 6        | 7        | 8        | 9        | Место | Очки    |
| ----- | ------------------------- | --------------- | -------------------- | - | -------- | -------- | -------- | -------- | -------- | -------- | -------- | -------- | -------- | ----- | ------- |
| 1950  | Scuderia Ferrari          | Ferrari 125     | Ferrari 125 1,5 V12S | P | ВЕЛ      | МОН Сход | 500      | ШВА Сход | БЕЛ 6    |          |          |          |          | —     | 0       |
| 1950  | Scuderia Ferrari          | Ferrari 125/275 | Ferrari 275 4,5 V12  | P |          |          |          |          |          | ФРА ОТК  | ИТА      |          |          | —     | 0       |
| 1951  | Scuderia Ferrari          | Ferrari 375     | Ferrari 375 4,5 V12  | P | ШВА Сход | 500      | БЕЛ 3    | ФРА 3    | ВЕЛ 3    | ГЕР 4    | ИТА (4)  | ИСП Сход |          | 5     | 15 (18) |
| 1952  | Scuderia Ferrari          | Ferrari 500     | Ferrari 500 2,0 L4   | P | ШВА      | 500      | БЕЛ      | ФРА      | ВЕЛ      | ГЕР      | НИД 3    | ИТА 3    |          | 8     | 8       |
| 1953  | Scuderia Ferrari          | Ferrari 500     | Ferrari 500 2,0 L4   | P | АРГ 2    | 500      | НИД Сход | БЕЛ 2    | ФРА 6    | ВЕЛ Сход | ГЕР 8    | ШВА 6    | ИТА 3    | 5     | 17      |
| 1953  | Scuderia Ferrari          | Ferrari 500     | Ferrari 500 2,0 L4   | P |          | ГЕР Сход |          |          |          |          |          |          |          | 5     | 17      |
| 1954  | Officine Alfieri Maserati | Maserati 250F   | Maserati 250F 2,5 L6 | P | АРГ      | 500      | БЕЛ      | ФРА 5    | ВЕЛ Сход | ГЕР ОТК  | ШВА      | ИТА Сход |          | 19    | 2       |
| 1954  | Scuderia Lancia           | Lancia D50      | Lancia DS50 2,5 V8   | P |          |          |          |          |          |          |          |          | ИСП Сход | 19    | 2       |
| 1955  | Scuderia Lancia           | Lancia D50      | Lancia DS50 2,5 V8   | P | АРГ Сход | МОН 5    | 500      | БЕЛ      | НИД      | ВЕЛ      | ИТА ОТК  |          |          | 20    | 2       |
| 1956  | Scuderia Centro Sud       | Maserati 250F   | Maserati 250F 2,5 L6 | P | АРГ      | МОН      | 500      | БЕЛ 5    |          |          |          |          |          | 22    | 2       |
| 1956  | Luigi Piotti              | Maserati 250F   | Maserati 250F 2,5 L6 | P |          |          |          |          | ФРА Сход | ВЕЛ 6    | ГЕР Сход |          |          | 22    | 2       |
| 1956  | Officine Alfieri Maserati | Maserati 250F   | Maserati 250F 2,5 L6 | P |          |          |          |          |          |          |          | ИТА Сход |          | 22    | 2       |

## Targa Florio
| Год  | Автомобиль     | Результат |
| ---- | -------------- | --------- |
| 1937 | Maserati 6CM   | HC        |
| 1938 | Maserati 6CM   | 3         |
| 1939 | Maserati 6CM   | 1         |
| 1940 | Maserati 4CL   | 1         |
| 1948 | Maserati A6GC  | Сход      |
| 1950 | Ferrari 166MM  | 12        |
| 1955 | Maserati 300 S | Сход      |
| 1956 | OSCA 1500      | Сход      |

### Комментарии
1. ↑  До 1990 года в зачёт чемпионата мира в гонках Формулы-1 шли не все очки, заработанные гонщиком, а лишь несколько лучших результатов (см. Система начисления очков в Формуле-1). Число вне скобок означает очки, зачтённые в чемпионате, число в скобках обозначает общее количество очков, заработанных гонщиком в сезоне.
2. 1 2  После 10 кругов поменялся автомобилем с Аскари. Аскари сошёл через 5 кругов. Виллорези финишировал на 8 месте.
3. ↑  После 30 кругов отдал автомобиль Аскари, который сошел через 10 кругов.
4. ↑  После 2 кругов сошел. После 20 кругов взял автомобиль Кастеллотти, но после 15 кругов попал в аварию и также сошел.
5. ↑  После 4 кругов отдал автомобиль Бонниеру, который сошел через 3 круга.